# Michael Bronski
Michael Bronski (12 de mayo de 1949) es un académico y escritor estadounidense, conocido por la publicación de su libro Una Historia Queer de los Estados Unidos, en inglés: A Queer History of the United States

## Carrera
Es profesor de Práctica en Medios y Activismo de la Universidad de Harvard, actualmente enseña en el programa de la mujer, la sexualidad y el género.
Su libro Una Historia Queer de los Estados Unidos ganó el Premio Literario Lambda y el Stonewall Book Award en 2012. Anteriormente también había ganado dos Premios Literarios Lambda como editor de antologías, en 1997 por Tomar Libertades: Ensayos de Hombres Gays sobre Política, Cultura, y Sexo (en inglés: Taking Liberties: Gay Men's Essays on Politics, Culture, & Sex) y, en 2004, para Fricción del Pulp: Descubrir la Edad de Oro de los Pulps Gay (Pulp Friction: Uncovering the Golden Age of Gay Male Pulps).

## Vida personal
Bronski fue socio del poeta estadounidense Walta Borawski, quien murió en 1994.

## Obras
- Culture Clash: The Making of Gay Sensibility (South End Press, 1984)
- The Pleasure Principle: Sex, Backlash and the Struggle for Gay Freedom (St. Martin's Press, 1998)
- Pulp Friction: Uncovering the Golden Age of Gay Male Pulps (St. Martin's Press, 2003)
- A Queer History of the United States (Beacon Press, 2011)
- You can tell just by looking: and 20 other myths about LGBT life and people (Beacon Press, 2013)
- Considering Hate: Violence, Goodness, and Justice in American Culture and Politics (Beacon Press, 2015)